# Titin
Titin, TTN ali konektin je največji znani enojni polipeptid. Pomemben je za organizacijo sarkomer progastih mišic, tj. skeletnih in srčnih mišic. Mutacije gena za titin so povezane z različnimi obolenji mišic.

## Genetika in struktura
Gen za titin največje število intronov med vsemi znanimi geni in 363 eksonov, nahaja pa se na 2. kromosomu. Sama beljakovina je sestavljena iz 34.350 aminokislin; sistematično (IUPAC) ime vsebuje 189.819 črk in se ga včasih navaja kot najdaljšo besedo tako v angleščini kot tudi v drugih jezikih. Kemična formula beljakovine je C132983H211861N36149O40883S693, molekulska masa znaša okoli 2.993.442,763 Da, vrednost teoretične izoelektrične točke pa je 6,01. Sestavljen je iz dveh proteinskih domen, in sicer I-domene ter A-domene.

## Funkcije
Titin je pomemben za organizacijo sarkomer progastih mišic. I-domena povezuje miozinske filamente in črto Z in tako prispeva k notranji organizaciji sarkomere. Titin določa dolžino miozinskih filamentov preko A-domene in se razteza od črte Z do črte M oz. mezofragme (tj. polovica dolžine sarkomere), poleg tega pa tudi določa dolžino same sarkomere in v makroskopskem pogledu preprečuje preveliko raztezanje mišice. Pri vretenčarjih so torej značilne dolžine sarkomer, ki se razlikujejo od mišice do mišice, večinoma odvisne od variant titina.
Odkrite so bile variante titina, ki nosijo vlogo proteinske komponente kromosomov in tako predstavljajo del podlage za strukturo in elastičnost kromosoma.

## Klinični pomen
Mutacije gena za titin so povezane s družinsko hipertrofično kardiomiopatijo in distalno mišično distrofijo. Pri avtoimunski bolezni sklerodermija se med drugim tvorijo protitelesa, ki napadajo titin.